# Prinsbisdom Meißen
Meißen was een tot de Opper-Saksische Kreits behorend prinsbisdom binnen het Heilige Roomse Rijk.
In 968 stichtte paus Johannes XIII op voorstel van keizer Otto I het bisdom Meißen binnen de kerkprovincie Maagdenburg. De bisschoppen waren sinds 1230 rijksvorst en wisten een klein gebied te vormen rond het in 1184 gestichte sticht Wurzen, Stolpen (1222) en in de zogenaamde Eigensche Kreis in de Opper-Lausitz. Hoewel de bisschoppen rijksvrij waren, werden ze steeds afhankelijker van het markgraafschap Meißen en de latere rechtsopvolger, het keurvorstendom Saksen.
Het bisdom werd in 1339 losgemaakt van de kerkprovincie Maagdenburg en direct onder de paus gesteld. In 1400 werd de residentie verplaatst naar Stolpen en omstreeks 1500 naar Wurzen.
Bij de Leipziger deling van Saksen in 1485 bleef de beschermingsheerlijkheid over het prinsbisdom bij beide deelstaten. In 1542 bezette het keurvorstendom Saksen in strijd met de Leipziger deling het ambt Wurzen. Er breekt daardoor strijd uit met het hertogdom Saksen. Door bemiddeling van Hessen komen de keurvorst van Saksen en de hertog van Saksen tot een vergelijk: de keurvorst bestuurt voortaan het ambt Wurzen en de hertog het ambt Stolpen.
In 1558 was er een conflict tussen bisschop Johan IX en de erfgenamen van bisschop Nicolaas II van Carlowitz. In 1559 werd Stolpen bezet door het keurvorstendom Saksen, waarna de bisschop gedwongen werd Stolpen en Bischofswerda te ruilen tegen het ambt Mühlberg. In Mühlberg werd de bisschop echter geen landsheer zoals in Stolpen. Van 1559 tot 1570 was Mühlberg de residentie.
In 1581 werd de bisschop luthers, waarna hij afstand deed van zijn ambt. Het domkapittel benoemde keurvorst August van Saksen tot administrator, waarna het prinsbisdom de facto niet meer bestond. Het domkapittel bleef wel bestaan. In 1663 ging het prinsbisdom deel uitmaken van het keurvorstendom Saksen, maar pas in 1818 volgde de definitieve inlijving. Het ambt Wurzen werd bij de Leipziger Kreis gevoegd en het ambt Stolpen bij de Meißnischer Kreis

## Grondgebied
Het gebied bestond uit drie afzonderlijke delen op onderling grote afstand.
- ambt Wurzen met Mügeln
- ambt Stolpen met Bischofswerda, Wilden, Neusalza (Opper-Lausitz)

## Regenten
- 968- 972: Burghard
- 972- 992: Volkhold
- 992-1015: Eido/Aegidius/Aiko I
- 1015-1023: Hildwart/Eilwart
- 1023-1024: Hubert
- 1024-1046: Diederik I
- 1040- ? : Aiko II
- 1046-1064: Bruno I
- 1046-1051: Meginwart
- 1051-1066: Reginhar
- 1066-1066: Krafto
- 1066-1106: Benno (St)
- 1108-1118: Herwig
- 1118-1125: Grambert
- 1125-1140: Godhold
- 1140-1146: Rembert/Reginwart
- 1146-1149: Berthold ?
- 1149-1151: Albrecht I
- 1152-1154: Bruno II
- 1154-1170: Gerung
- 1170-1190: Martin
- 1191-1208: Diederik II van Kittlitz
- 1209-1228: Bruno III van Borsdorf
- 1228-1240: Hendrik I
- 1240-1258: Koenraad I
- 1258-1266: Albrecht II
- 1266-1293: Widicho I van Kamenz
- 1293-1296: Bernhard van Kamenz
- 1296-1312: Albrecht III van Leissnig
- 1312-1341: Widicho II van Colditz
- 1341-1370: Johan I van Eisenberg
- 1371-1375: Koenraad III von Wallhausen
- 1375-1379: Johan II van Jentzenstein (1379-1396: bisschop van Praag)
- 1379-1392: Nikolaas I Ziegenbock (1377-1379: bisschop van Lübeck)
- 1393-1398: Johan III van Kittlitz (1382-1392: bisschop van Lebus)
- 1399-1410: Thimo van Colditz
- 1411-1427: Rudolf van der Planitz
- 1427-1451: Johan IV Hoffmann
- 1451-1463: Kaspar van Schönberg
- 1463-1476: Diederik III van Schönberg
- 1476-1487: Johan V van Weissenbach
- 1487-1518: Johan VI van Salhausen
- 1518-1537: Johan VII van Schleinitz
- 1538-1549: Johan VIII van Maltitz
- 1550-1555: Nikolaas II van Carlowitz
- 1555-1581: Johan IX van Haugwitz